# Kakucsányi fatemplom
A kakucsányi fatemplom műemlékké nyilvánított épület Romániában, Bihar megyében. A romániai műemlékek jegyzékében a  BH-II-m-B-01228 sorszámon szerepel.

## Története
Eredetileg Gyegyesényben építették 1730-ban hárum falu (Gyegyesény, Petrelény és Zăvoieni – ez utóbbi ma Petrelény része) közös templomaként. Miután a templom szűknek bizonyult, a helyiek 1929-ben kőtemplomot építettek, a fatemplomot pedig 1931-ben eladták a belényesi egyházi kollégiumnak. A püspökség 1961-ben a veresfalviaknak adományozta, akik 1996-ig használták, majd új templomot építettek. A fatemplom Kakucsányba költöztetését 2006 szeptemberében kezdték el, és 2008. szeptember 7-én szentelték fel.